# Reino Unido en los Juegos Olímpicos de Sarajevo 1984
El Reino Unido estuvo representado en los Juegos Olímpicos de Sarajevo 1984 por un total de 50 deportistas que compitieron en 7 deportes.  
El portador de la bandera en la ceremonia de apertura fue el patinador artístico Christopher Dean.

## Medallistas
El equipo olímpico británico obtuvo las siguientes medallas:
| Nombre                         | Deporte            | Competición       |
| ------------------------------ | ------------------ | ----------------- |
| Oro                            |                    |                   |
| Jayne Torvill Christopher Dean | Patinaje artístico | Danza sobre hielo |
| Plata                          |                    |                   |
| —                              |                    |                   |
| Bronce                         |                    |                   |
| —                              |                    |                   |